# Stemonyphantes solitudus
Stemonyphantes solitudus är en spindelart som beskrevs av Andrei V. Tanasevitch 1994. Stemonyphantes solitudus ingår i släktet Stemonyphantes och familjen täckvävarspindlar.
Artens utbredningsområde är Turkmenistan. Inga underarter finns listade i Catalogue of Life.